# Dígrafo
O dígrafo (do grego di, "dois", e grafo, "escrever"), também chamado digrama (de di, "dois"+grama, "letra") , monoftongo ou monotongo, ocorre quando duas letras são usadas para representar um único fonema.

## Dígrafos e trígrafos da língua portuguesa
Podemos dividir os dígrafos da língua portuguesa em dois grupos: os consonantais e os vocálicos.

### Dígrafos consonantais
Ocorrem quando temos duas consoantes que formam um som: "nh", "ss", "rr", "sc", "sç", "xc", "lh"...
Note que, em algumas variantes de português, como aquelas faladas em Portugal e Moçambique, "sc", "sç", "xc", "nn", "mn" e "mm" não são dígrafos, pois se pronunciam dois sons distintos

.
Exemplos: milho, palhaço, nasça, nascer, exceção, assado, carro. Observe que, quando pronunciamos esses termos, as consoantes grifadas apresentam apenas um som, estejam ou não na mesma sílaba.
Não se pode dizer que há encontro consonantal nos dígrafos consonantais, pois as letras presentes neles representam apenas uma consoante. Da mesma forma, não existe encontro consonantal nas palavras campo e ponto, pois o "m" e o "n" funcionam essencialmente como sinais de nasalidade da vogal anterior, com o valor de um til.
Dígrafos consonantais separáveis.
São os que podem ser separados em duas sílabas. / São eles: "rr", "ss", "sc", "xc" e "xs".
| Dígrafo | Exemplos              |
| ------- | --------------------- |
| rr      | carroceria, bairro    |
| ss      | assunto, assar, isso  |
| sc      | ascensão, descendente |
| sç      | nasço, cresça         |
| xc      | exceção, excesso      |
| xs      | exsurgir, exsudar     |

Dígrafos consonantais inseparáveis.
São os que não podem ser separados em duas sílabas. / São eles: "gu", "qu", "lh", "nh" e "ch".

Atenção: Dado que o trema ( ¨ ), anteriormente usado nos dígrafos gü e qü, para indicar que a vogal  u  devia ser pronunciada (como em 'lingüístico'),  foi suprimido da Língua Portuguesa,  não podemos mais discernir graficamente quando o "gu" e o "qu" diante de vogais  - a não ser a vogal a - são ou não dígrafos. Todavia a indicação de pronúncia aparece nos dicionários.
| Dígrafo | Exemplos        |
| ------- | --------------- |
| gu      | guitarra, águia |
| qu      | queijo, quilo   |
| lh      | alho, milho     |
| nh      | ninho, sonho    |
| ch      | chuva, China    |

O tch é o único trígrafo  da língua portuguesa, enquanto a língua francesa tem eau e aux.
| Trígrafos | Exemplos      |
| --------- | ------------- |
| tch       | tchau, tcheco |

O dígrafo ph foi abolido do português, após a Reforma Ortográfica de 1911, e substituído pela letra f. No entanto, manteve-se a pronúncia do ph com som de f, sobretudo no caso de  nomes próprios e marcas comerciais de uso corrente. Exemplo: iPhone, Philips  e Phebo.
Tradicionalmente "gu" e "qu" não são considerados dígrafos quando são seguidos da semivogal labiovelar. No entanto, segundo muitos fonólogos,  trata-se de um segmento monofonemático complexo, ou seja, consoantes oclusivas velares com coarticulação labial. Uma vez que se trata da representação de apenas um fonema, não é errado considerar que "gu" e "qu", nesses casos, também sejam chamados de dígrafos.

### Dígrafos vocálicos
Quando as letras m e n" aparecem no final da sílaba, junto a uma vogal - desde que a letra seguinte ao m  ou n seja uma consoante , exceto h, ou um y -, há um dígrafo vocálico, que representa uma vogal nasalizada. Caso a letra seguinte ao m ou ao n seja uma vogal ou um h, então passará a existir outra sílaba. 
Exemplos: caminho, aminoácido, imolação, cama, canavial, inimigo, enumeração, Umuarama, hominídeo.
| Dígrafo  | Exemplos       |
| -------- | -------------- |
| am ou an | campo, sangue. |
| em ou en | sempre, tento  |
| im ou in | limpo, tingir  |
| om ou on | rombo, tonto   |
| um ou un | bumbo, sunga   |

## Dígrafos de outras línguas
O albanês tem os dígrafos dh, gj, ll, nj, rr, sh, th, xh, zh.
O alemão tem os dígrafos ie, ei, eu, äu, ch, ck, ph, th, o trígrafo sch e os quadrígrafo tsch e dsch
O bielorrusso (alfabeto Łacinka) tem os dígrafos dz, dź, dž.
O catalão tem os dígrafos ll, ny, l·l, rr, ss, dz, tz, ig, ix, gu, qu, nc.
O checo tem o dígrafo ch.
O eslovaco tem os dígrafos ch, dz, dž.
O espanhol tem os dígrafos: ch, ll, rr, qu, gu.
O flamengo tem os dígrafos ae, ch, dj, ea, jh, oe, oi, sh, xh e os trígrafos oen, sch, tch.
O francês tem os dígrafos gn, ll, eu, ai, ou, qu, gu, en, au, en, em, on, om, un, um, an, ie, th, ph, ch, nn, mm, tt, ff, cc, gg, ss, os trígrafos eau, aux e o quadrígrafo eaux.
O galês tem os dígrafos ch, dd, ff, ng, ll, ph, rh, th.
O húngaro tem os dígrafos cs, dz, gy, ly, ny, sz, ty, zs e o trígrafo dzs.
O inglês tem os dígrafos ch, gh, th, sh, zh, rh, ph, wh, wr, rr, ow, ea, ee, oo, ou, au, qu, gu, ck, kn, dg, si, ss, ti, pn, ps, pp, sc, ng, nn, tt, ff, mm, ll e os trígrafos tch e ssi
O italiano tem os dígrafos ch, gh, gn, sc, ci, gi e os trígrafos sci e gli.
O lituano tem os dígrafos ch, dz, dž, ie, uo.
O maltês tem o dígrafo għ.
O polaco tem os dígrafos ch, cz, dż, dź, sz, rz.
O sueco tem os dígrafos sje (/ɧ/), tje (/ɕ/), ng, lj.
O wymysorys tem o dígrafo ao.